# Figli di Guttuso
I Figli di Guttuso sono gruppo musicale italiano formatasi nel 1987 a Torino.

## Storia del gruppo
Dopo un primo periodo in cui viene in qualche modo ricondotta alla proliferazione di gruppi demenziali del periodo, la band pubblica i primi demo, sinché, nel 1990, approda alla Toast Records, per la quale pubblica in quello stesso anno il 7 pollici "Gusta la Frusta/Autolesionismo".
Nel 1990 partecipano alla prima edizione del Festival di Sanscemo.
Il live act in tale periodo è circondato da numerosi personaggi esterni variopinti, con interventi di poesia e di danza oppure mimi, talvolta dalla presenza di motociclette sul palco, o animali di vario genere, in una sorta di circo-sadomaso del tutto scanzonato e privo di una qualche intenzione seriosa.
Dopo la pubblicazione nel 1991 di "il sesso del DJ", nel 1992 lascia per qualche anno la Toast Records, con la quale non mancherà negli anni successivi di cooperare saltuariamente.
Numerose le collaborazioni di musicisti, anche in veste di produttori artistici, provenienti dalle aree musicali torinesi più disparate, che il gruppo talvolta ospita anche per qualche mese: Max Casacci, Madaski, Dino Pellissero, Josh Sanfelici, Elvin Betti e molti altri.
Tra il 1996 ed il 1997, il gruppo perde, entrambi per tumore, il violinista Claudio Fino ed il chitarrista Antonello Angiulli.
La band negli anni successivi si è accostata sempre più frequentemente a sonorità folk-rock, ed a contaminazioni di generi disparati, per riavvicinarsi, a partire dal 2004-2005, ad un sound indie-rock con formazione batteria-basso-chitarra-tastiere.

## Discografia

### Album
- 1989 - Anni di gomma (K7, autoproduzione)
- 1990 - Scherzi della natura (K7, autoproduzione)
- 1996 - Sciamani d'amore (miniCD, Settimo Sigillo)
- 1998 - Non fiori (miniCD, Toast Records)
- 2004 - Nati a carnevale (miniCD, Toast Records)
- 2007 - Vivi! (CD free su web, download blog figli di guttuso - ventennale della band)
- 2018 - Banane d'amore (CD, Rowdy3)
- 2020 - Figli di Guttuso (CD, MAP)

### Singoli
- 1990 - Gusta la frusta (7", Toast Records)
- 1991 - Il sesso del D.J. (12", Toast Records)

### Compilation
Fermo Posta
(in "PUNTO ZERO n.1" - lato A brano n.4, 12", 1990, Toast Records)
Il Giudizio Universale
(in "TAVAGNASCO ROCK '99" - brano n.7, CD, 1999, Spazio Futuro)
Come Concili un Ballo con la Vita
(in "RADIOPIRATA" - brano n.17, CD, 2003, Toast Records)
Torino che non è New York
(in "TO_POTLACH" - brano n.9, CD free dal web, 2005, radio X)